# Invocació mortal
Invocació mortal (originalment en anglès, Seance) és una pel·lícula de terror sobrenatural del 2021 escrita i dirigida per Simon Barrett. El rodatge fotografia principal va començar el novembre de 2019. Es va estrenar el 21 de maig de 2021 amb la distribució de RLJE Films. S'ha doblat i subtitulat al català.

## Argument
Una nit a l'Edelvine Academy for Girls, una camarilla de noies encapçalada per la despietada noia popular Alice, li fan una broma a la seva companya de classe Kerrie fingint un embruixament del Fantasma Edelvine, una llegenda urbana que involucra una estudiant que es va suïcidar. Enfadada, Kerrie torna al seu dormitori on veu una figura que la mira. Quan les noies senten els seus crits i es dirigeixen a la seva habitació, descobreixen la Kerrie morta, després d'haver caigut per la finestra del dormitori.
La nova estudiant Camille Meadows ocupa el lloc de Kerrie a l'acadèmia. Coneix la directora, la senyora Landry, i el seu fill Trevor, que treballa com a manetes. L'estudiant Helina ensenya la Camille a la seva habitació, que passa a ser l'antiga habitació de Kerrie. Camille nota estranys fets sobrenaturals a l'habitació. Camille es troba amb l'Alice i els membres de la seva camarilla; Bethany, Yvonne, Rosalind i Lenora. El grup assetja Camille i Helina fins que esclata una baralla. La senyora Landry castiga les noies a ajudar a la biblioteca. Alice convenç Camille i Helina que s'uneixin a ella i als altres en una sessió per contactar amb Kerrie. Encara que Camille i Helina esperen una altra broma, el grup queda sorprès quan en realitat entren en contacte amb un esperit, que els adverteix que seran assassinades. El grup es pregunta si es van comunicar amb Kerrie o amb el fantasma d'Edelvine. Més tard aquella nit, la Lenora és atacada i assassinada per un agressor invisible.
L'endemà, la senyora Landry pregunta a les noies sobre la inusual desaparició de la Lenora i els informa que els seus objectes personals han desaparegut, sospitant que ha fugit. El grup investiga la seva habitació amb l'ajuda de Trevor i descobreix una estranya creu dibuixada amb sang al llit de la Lenora. Camille més tard identifica la creu com un símbol en un penjoll que portava Alicia Kane, l'estudiant difunta que suposadament es va convertir en el fantasma d'Edelvine. Més tard aquella nit, Rosalind mor a la dutxa i Camille descobreix el seu cos. Es presumeix que la mort és un accident. Inquieta, Camille visita l'Helina i discuteixen la possibilitat que hi hagi fantasmes. La Bethany veu una figura emmascarada a la seva habitació, que desapareix quan demana ajuda a crits. Bethany afirma que és el fantasma d'Edelvine, però la senyora Landry ho descarta com un mal somni, mentre que Camille tampoc està convençuda que fos un fantasma ja que Bethany va poder espantar-lo.
La Camille, l'Helina, l'Alice, la Bethany i la Yvonne es troben per a una altra sessió per contactar amb Rosalind i preguntar-li què ha passat. L'esperit de Rosalind afirma que va ser assassinada i identifica a Camille com l'assassí. L'Alice ataca a Camille mentre les altres sospiten de Camille. Mentre practicava per al seu recital de dansa, Yvonne és assassinada per la figura emmascarada que Bethany va veure. Després d'un altre embruixament de Kerrie, Camille s'instal·la amb l'Helina, i ambdues es reconforten mútuament pels esdeveniments recents. L'Alice rep un missatge de text d'Yvonne que li demana que surti al carrer on descobreix el cadàver de la Lenora abans de ser noquejada per l'agressor emmascarat. Camille intenta seguir l'Alice, però un altre agressor emmascarat la deixa inconscient.
Camille es desperta continguda a la biblioteca al costat d'una Alice inconscient. Bethany i Trevor es revelen com els assassins i els amants secrets, després d'haver assassinat la camarilla de Kerrie i Alice en un intent d'amagar el fet que Bethany va robar un assaig de Kerrie, pel qual Bethany va acabar guanyant una beca de 250.000 dòlars. Bethany també revela que va fingir la comunicació amb els esperits a les sessions, i que Trevor va assassinar Alicia Kane que era la seva mainadera i va fingir el seu suïcidi. Bethany afirma el seu pla per assassinar l'Alice, incriminar Camille pels assassinats i després lligar els caps solts matant Helina en un suïcidi fals. Camille revela que no és realment Camille, ha assumit la identitat de Camille Meadows per venjar la seva amiga Kerrie. El corrent s'apaga, fent que la Bethany se'n vagi i l'encengui. Mentre Trevor amenaça Camille, Helina el deixa inconscient i allibera Camille i Alice, després d'haver estat conduïda a la biblioteca pel fantasma de Kerrie.
El trio intenta escapar, però el corrent torna a activar-se i Bethany els embosca. La Camille s'escapa de la Bethany i li clava al coll una bombeta, matant-la. L'Alice i l'Helina s'escapen de la biblioteca mentre Trevor es desperta. Camille aconsegueix decapitar-lo amb una prestatgeria. La Camille recupera algunes fotos d'ella i de la Kerrie del seu dormitori i se'n va només per ser confrontada per l'Helina. Camille li diu a l'Helina sobre la seva identitat falsa, mentre que l'Helina li pregunta com trobarà Camille en el futur. La Camille fa un petó a l'Helina, acomiadant-se tant d'ella com del fantasma de Kerrie abans d'abandonar el campus de l'acadèmia.
.

## Repartiment
- Suki Waterhouse com a Camille Meadows
- Madisen Beaty com a Bethany[8]
- Inanna Sarkis com a Alice[9]
- Ella-Rae Smith com a Helina
- Stephanie Sy com a Yvonne
- Djouliet Amara com a Rosalind Carlisle
- Jade Michael com a Lenora
- Seamus Patterson com a Trevor Landry
- Marina Stephenson Kerr com a Sra. Landry
- Megan Best com a Kerrie Riley

## Producció
L'octubre de 2019, es va anunciar que Suki Waterhouse s'havia unit al repartiment de la pel·lícula, amb Simon Barrett com a director a partir d'un guió que va escriure. El novembre de 2019, Inanna Sarkis es va unir al repartiment de la pel·lícula. El desembre de 2019, Madisen Beaty es va unir al repartiment de la pel·lícula. La fotografia principal va començar el novembre de 2019.

## Estrena
El febrer de 2021, RLJE Films va adquirir eld drets de distribució de la pel·lícula als EUA, i la va establir per a l'estrena del 21 de maig de 2021, amb una estrena de Shudder a continuació.

## Recepció
El lloc web de l'agregador de ressenyes Rotten Tomatoes va enquestar 35 ressenyes i, classificant les ressenyes com a positives o negatives, en va valorar 18 com a positives i 17 com a negatives per a una puntuació del 51% amb la lectura de consens, "El guionista i director Simon Barrett té un cert estil cinematogràfic, però no n'hi ha prou per elevar Seance per sobre de la seva història una mica pedrestre". Ressenyant la pel·lícula per a Indiewire, Kate Erbland va afirmar que la pel·lícula "no sols es fa més misteriosa, sagnant i punxeguda a mesura que avança, sinó que també es fa més complicada". Lena Wilson de The New York Times va dir "quan la pel·lícula tria un gènere, ocasionalment clava el peu a terra, però Seance al final se sent confus".